# Joseph de Finance
Joseph de Finance de Clairbois, S.J. (La Canourgue, 30 gennaio 1904 – Roma, 28 febbraio 2000) è stato un presbitero, filosofo e teologo francese della Compagnia di Gesù. Discepolo di Joseph Maréchal, fu un neotomista, professore della Pontificia Università Gregoriana di Roma e membro della Pontificia accademia di San Tommaso d'Aquino..

## Biografia
Joseph de Finance nacque in una nobile famiglia di vetrai della provincia borobonese che si erano stabiliti a La Canourgue. Dopo essere stato un allievo brillante del collegio gesuitico di Sarlat-la-Canéda, il 9 ottobre 1921 divenne un novizio di tale ordine religioso.
Conseguito il dottorato in teologia a Vals-près-le-Puy nel 1928, entrò nel teologato dei gesuiti francesi e poi completò la licenza in teologia a Enghien nel 1935. Tre anni più tardi divenne Magister aggregatus di filosofia presso la Pontificia Università Gregoriana di Roma. Concluse il dottorato in lettere con una tesi intitolata Être et l’Agir dans la philosophie de Saint Thomas d’Aquin (Essere e l'agire nella filosofia di san Tommaso d'Aquino), che, a causa della guerra, ebbe possibilità di difendere solamente nel 1943.
Per tutta la sua carriera accademica fu docente e ricercatore di filosofia. Dal 1938 al 1951 insegnò nello scolasticato di Vals-près-le-Puy, quindi a Shembaganur (in India) per due anni, finché fu infine destinato a Roma.  Dal 1954 al 1970 fu professore ordinario di filosofia all'Università Gregoriana e, in numerose occasioni, fu professore invitato all'estero.
Nel 1970 fu nominato professore emerito e continuò ad insegnare etica generale e altre materie relative al tomismo presso la Pontificia accademia di San Tommaso d'Aquino. Conservò un interesse particolare per lo studio approfondito dei testi del Dottore angelico.
Morì a Roma il 28 febbraio 2000. Fu sepolto nella cripta dei Gesuiti al Cimitero del Verano.

## Attività
Discepolo di Joseph Maréchal, aderì al neotomismo, scuola teologica e filosofica moderna che accettava la critica testuale e integrava i contributi della cultura e della scienza. De Finance si occupò di metafisica generale, teodicea, ontologia, storia della filosofia, etica e filosofia della scienza. Il suo pensiero si avvicinò a quello di Étienne Gilson.

## Opere
Joseph de Finance fu autore di numerosi articoli nelle seguenti riviste: Archives de philosophie, Divus Thomas, Doctor Communis e Gregorianum.
Fra le sue principali opere si ricordano: 
- Être et agir dans la philosophie de Saint Thomas, 1945.
- Cogito cartésien et réflexion thomiste, 1946.
- Existence et liberté, 1955.
- Essai sur l'agir humain, 1962.
- Connaissance de l'être, 1966.
- Éthique générale, 1967. (Etica generale, Editrice Pontificia Università Gregoriana, Roma 1997)
- L'affrontement de l'autre, 1973.